# Karl-Michael Vogler

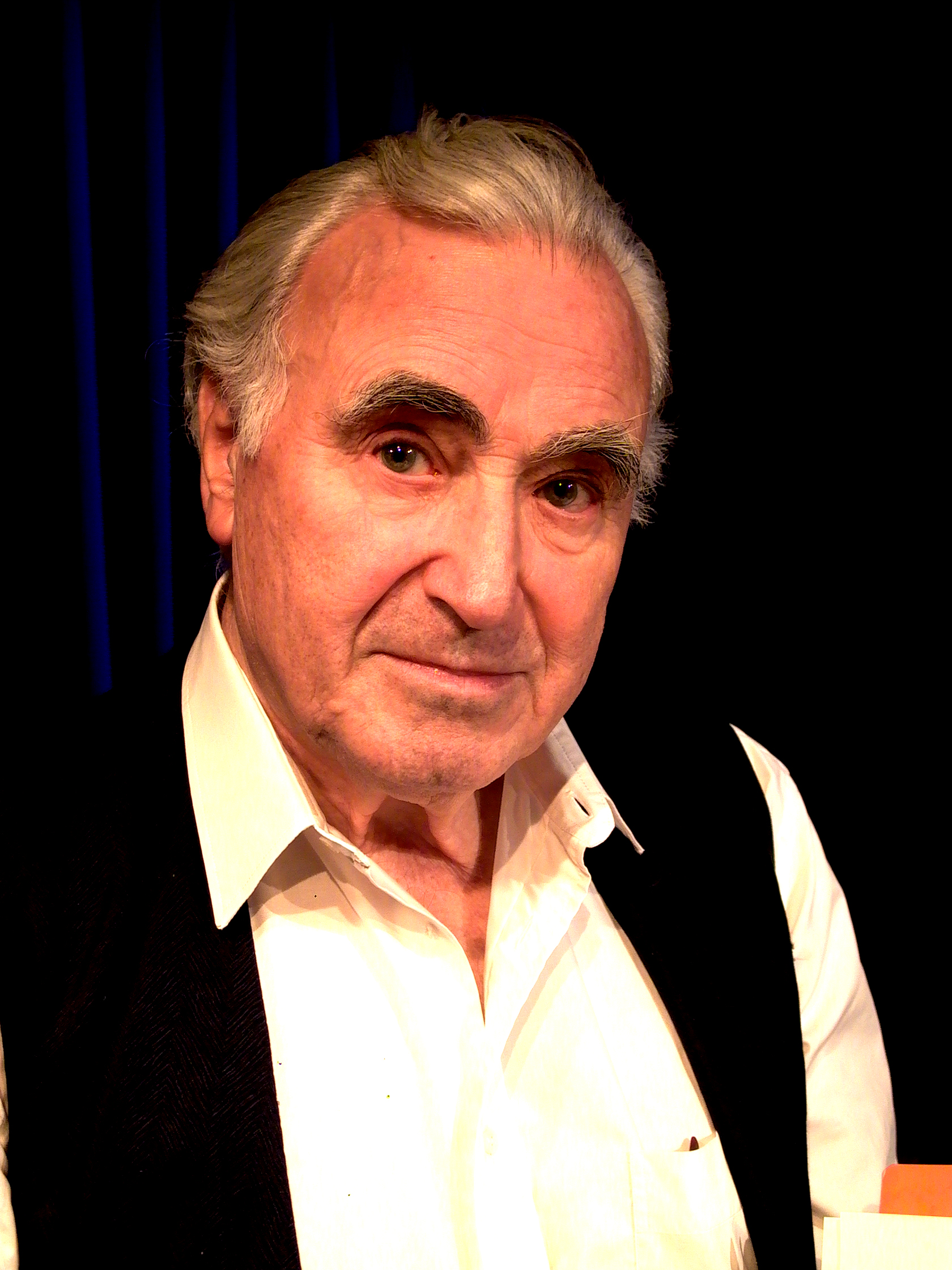
Karl-Michael Vogler (2003)

Karl-Michael Vogler (* 28. August 1928 in Remscheid; † 9. Juni 2009 in Seehausen am Staffelsee) war ein deutscher Schauspieler.

## Leben
Vogler, Sohn eines Schmiedes, wuchs in Bregenz auf. Nach dem Abitur studierte er ab 1947 in Innsbruck Germanistik, Psychologie und Kunstgeschichte. Daneben ließ er sich zum Schauspieler ausbilden.
Er gab sein Debüt 1950 in Innsbruck an der dortigen Exl-Bühne. Auch in der Spielzeit 1951/1952 war er an der Exl-Bühne engagiert. Es folgte eine erfolgreiche Bühnenkarriere. Weitere Theaterengagements hatte er am Theater im Domhof in Osnabrück (1952–1954) und an den Städtischen Bühnen Freiburg (1954–1958). Zu seinen Freiburger Bühnenrollen gehörten: Franz von Sickingen in Götz von Berlichingen, Angelo in Maß für Maß, Tournel in der Komödie Floh im Ohr von Georges Feydeau, alle 1954. 1955 folgten Lt. Keefer in Meuterei auf der Caine, Simpkius in der Salonkomödie Der Privatsekretär von T. S. Eliot und Dr. Schenk in der Komödie Fips mit der Angel von Dieter Rohkohl. Von 1958 bis 1964 gehörte er dem Ensemble der Münchner Kammerspiele an.
Bereits Ende der 1950er Jahre hatte er seine ersten Auftritte in Film und Fernsehen. 1961 war er der „Horatio“ in Franz Peter Wirths Fernsehfassung des Hamlet. 1962 spielte er die Hauptrolle in Wirths Kinofilm Bekenntnisse eines möblierten Herrn, nach einem Drehbuch von Oliver Hassencamp, und erhielt dafür den Preis der deutschen Filmkritik. Ein großer Erfolg war für ihn 1968 die Hauptrolle in dem 7-teiligen Fernsehfilm Der Mann, der keinen Mord beging von Regisseur Hans Quest, der im ARD-Vorabendprogramm ausgestrahlt wurde.
Bis in die 1970er Jahre wurde Vogler immer wieder auch in internationalen Kinoproduktionen besetzt. So war er 1965 in Ken Annakins Komödie Die tollkühnen Männer in ihren fliegenden Kisten der Partner von Gert Fröbe, in John Guillermins Der blaue Max spielte er 1966 mit George Peppard, James Mason und Ursula Andress, 1967 in Richard Lesters Satire Wie ich den Krieg gewann mit John Lennon und 1969 in Michael Ritchies Skifahrer-Film Schußfahrt mit Robert Redford und Gene Hackman. 1970 verkörperte Vogler in Franklin J. Schaffners Oscar-gekröntem Film Patton – Rebell in Uniform dessen deutschen Gegenspieler Erwin Rommel.
In der Folgezeit wurde Karl-Michael Vogler mit insgesamt fast 300 Rollen einer der meistbeschäftigten Darsteller des deutschen Fernsehens. 1972 übernahm er die Hauptrolle in der Science-Fiction-Serie Alpha Alpha. Die Produktion erinnerte in ihrer Thematik an den viel späteren US-Serienhit Akte X, war jedoch ihrer Zeit voraus und wurde nach der ersten Staffel eingestellt. Ungleich erfolgreicher war Vogler 1973 bis 1975 mit der Titelrolle in der aufwändig produzierten Serie Kara Ben Nemsi Effendi nach den ersten sechs Orient-Romanen von Karl May.
Dazu kamen eine Vielzahl von Auftritten in Fernsehproduktionen wie Das Traumschiff, Tatort, Derrick, Ein Fall für TKKG, Der Kommissar und Kurklinik Rosenau. Karl-Michael Vogler war außerdem als Rezitator und Hörspiel-Sprecher tätig.
Ab 2005 ging Vogler mit den Engelbert Wrobels Hot Jazz 3 und dem Programm „Mark Twain in Concert“ auf Tour, einer Synthese aus Literatur- und Jazz-Programm von Jelly Roll Morton bis Duke Ellington.
Karl-Michael Vogler war mit seiner Frau Maria seit 1952 verheiratet und hatte mit ihr drei Kinder. Er starb am 9. Juni 2009 im Alter von 80 Jahren in seinem Haus in Seehausen am Staffelsee.

## Filmografie (Auswahl)
- 1959: Ein Mann geht durch die Wand
- 1961: Zu viele Köche (TV-Krimi-Mehrteiler)
- 1961: Wallenstein (TV-Zweiteiler)
- 1963: Bekenntnisse eines möblierten Herrn
- 1963: Zwei Whisky und ein Sofa
- 1964: Ein Mann im schönsten Alter
- 1964: Erzähl mir nichts
- 1965: Die tollkühnen Männer in ihren fliegenden Kisten (Those Magnificent Men in Their Flying Machines or How I Flew from London to Paris in 25 Hours 11 Minutes)
- 1966: Die Geschichte des Rittmeisters Schach von Wuthenow
- 1966: Der Fall Rouger (Fernsehfilm)
- 1966: Der blaue Max (The Blue Max)
- 1967: Wie ich den Krieg gewann (How I Won the War)
- 1967: Verräter (Fernseh-Dreiteiler)
- 1967: Feldwebel Schmid
- 1967: Paarungen
- 1967: Ein Toter braucht kein Alibi
- 1968: Der Mann, der keinen Mord beging (Fernseh-Mehrteiler)
- 1968: Heimlichkeiten
- 1969: Christoph Kolumbus oder Die Entdeckung Amerikas
- 1969: Frau Wirtin hat auch eine Nichte
- 1969: Die Reise nach Tilsit
- 1969: Schußfahrt (Downhill Racer)
- 1969: Charley’s Onkel
- 1969: Der irische Freiheitskampf (Fernsehfilm ZDF)
- 1970: Patton – Rebell in Uniform
- 1970: O Happy Day
- 1971: Deep End
- 1971: Der Kommissar (Fernsehserie, Folge: Ende eines Tanzvergnügens)
- 1972: Sonderdezernat K1 (Fernsehserie, Folge: Vier Schüsse auf den Mörder)
- 1972: Alpha Alpha (Fernsehserie)
- 1973–1975: Kara Ben Nemsi Effendi (Fernsehserie, 26 Folgen)
- 1974: Hamburg Transit (Fernsehserie, Folge: Ein dankbares Opfer)
- 1974: Tatort – Kneipenbekanntschaft
- 1975: Das alte Gewehr (Le vieux fusil)
- 1976: Wir pfeifen auf den Gurkenkönig
- 1976: Brüll den Teufel an (Shout at the Devil)
- 1976: Zerschossene Träume (L'appât)
- 1976: Derrick (Fernsehserie, Folge 21 Kalkutta)
- 1977: Generale – Anatomie der Marneschlacht
- 1978: Wallenstein – TV-Vierteiler
- 1978: Ein Mann will nach oben (Fernsehserie)
- 1979: Freundschaft wider Willen
- 1979: Hatschi!! (Fernsehspiel)
- 1981: Quartett bei Claudia
- 1981: Die Rosen von Dublin (Les roses de Dublin)
- 1981: Die Jahre vergehen
- 1981: Tatort: Schattenboxen
- 1981: Goldene Zeiten – Bittere Zeiten (Fernsehserie, 5 Folgen)
- 1983: Die Krimistunde (Fernsehserie, Folge 4, Episode: „Mir gefällt’s in Wilmington“)
- 1984: Ein Fall für Zwei (Fernsehserie, Folge 21, Episode „Totes Kapital“)
- 1985: Ein Fall für TKKG (Fernsehserie, 5 Folgen)
- 1985: Die Krimistunde (Fernsehserie, Folge 13, Episode: „Der Ersatzmann“)
- 1986: Derrick – Der Charme der Bahamas
- 1986: Mord am Pool (TV-Krimi)
- 1987: Schwarzwaldklinik (Fernsehserie, 2 Folgen)
- 1987: Tatort  – Gegenspieler
- 1987: Ein Fall für Zwei (Fernsehserie, Folge 52, Episode „Über den Tod hinaus…“)
- 1990: Mondjäger
- 1990: Hotel Paradies (Fernsehserie)
- 1992: 5 Zimmer, Küche, Bad
- 1992: Glückliche Reise – Mexiko (Fernsehreihe)
- 1992: Ein Heim für Tiere (Fernsehserie, eine Folge)
- 1993: Donauprinzessin (Fernsehserie)
- 1994: Elbflorenz (Fernsehserie)
- 1994: Tatort – Ostwärts
- 1994: Stella Stellaris
- 1995: Das Schwein – Eine deutsche Karriere
- 1996, 1997: Kurklinik Rosenau (Fernsehserie)
- 1998–2001: Alle meine Töchter (Fernsehserie, 8 Folgen)
- 1999: Die letzte Chance
- 1999: Rosamunde Pilcher – Möwen im Wind
- 2000: Das gestohlene Leben (Fernsehfilm)
- 2000: Ein Scheusal zum Verlieben (Fernsehfilm)
- 2000: Weißblaue Geschichten – Die Abrechnung (Fernsehreihe)
- 2001: Das Traumschiff – Las Vegas
- 2001/07: C’est la vie, mon ami (Fernsehfilm, gedreht 1999)
- 2003: Mit einem Rutsch ins Glück (Fernsehfilm)
- 2006: Forsthaus Falkenau – Falsches Spiel
- 2013: Das kalte Herz (Stimme)